# HC Holýšov
HC Holýšov (celým názvem: Hockey Club Holýšov) je český klub ledního hokeje, který sídlí ve městě Holýšov v Plzeňském kraji. Založen byl v roce 1947. Od sezóny 2010/11 působí v Plzeňské krajské soutěži – sk. C, sedmé české nejvyšší soutěži ledního hokeje. Klubové barvy jsou modrá a bílá.
Své domácí zápasy odehrává v Plzni na zimním stadionu Košutka s kapacitou 255 diváků.

## Přehled ligové účasti
Stručný přehled
Zdroj:
- 2010–2018: Plzeňská krajská soutěž – sk. A (5. ligová úroveň v České republice)
- 2018– : Plzeňská krajská soutěž – sk. C (7. ligová úroveň v České republice)

Jednotlivé ročníky
Zdroj:
Legenda: ZČ - základní část, červené podbarvení - sestup, zelené podbarvení - postup, fialové podbarvení - reorganizace, změna skupiny či soutěže
| Česko (2010 – ) |                                 |           |           |                                       |                       |
| Sezóny          | Soutěž                          | Úroveň    | ZČ        | Play-off, nadstavba, sk. o udržení... | Poznámky              |
| 2010/11         | Plzeňská krajská soutěž – sk. A | 5. úroveň | 3. místo  |                                       |                       |
| 2011/12         | Plzeňská krajská soutěž – sk. A | 5. úroveň | 4. místo  | Čtvrtfinále                           |                       |
| 2012/13         | Plzeňská krajská soutěž – sk. A | 5. úroveň | 7. místo  | Čtvrtfinále                           |                       |
| 2013/14         | Plzeňská krajská soutěž – sk. A | 5. úroveň | 2. místo  | Čtvrtfinále                           |                       |
| 2014/15         | Plzeňská krajská soutěž – sk. A | 5. úroveň | 8. místo  | Čtvrtfinále                           |                       |
| 2015/16         | Plzeňská krajská soutěž – sk. A | 5. úroveň | 6. místo  | Čtvrtfinále                           |                       |
| 2016/17         | Plzeňská krajská soutěž – sk. A | 5. úroveň | 10. místo |                                       |                       |
| 2017/18         | Plzeňská krajská soutěž – sk. A | 5. úroveň | 7. místo  | Semifinále                            | Odstoupení ze soutěže |
| 2018/19         | Plzeňská krajská soutěž – sk. C | 7. úroveň |           |                                       |                       |